# 193
Évszázadok: 1. század – 2. század – 3. század
Évtizedek: 140-es évek – 150-es évek – 160-as évek – 170-es évek – 180-as évek – 190-es évek – 200-as évek – 210-es évek – 220-as évek – 230-as évek – 240-es évek
Évek: 188 – 189 – 190 – 191 –  192 – 193 – 194 – 195 – 196 – 197 – 198

## Események

### Római Birodalom
- Quintus Pompeius Sosius Falcót (helyettese márciustól Q. Tineius Sacerdos, májustól M. Silius Messala, júliustól L. Julius Messala Rutilianus, ezt követően L. Fabius Cilo Septiminus Catinius Acilianus Lepidus Fulcinianus) és Caius Iulius Erucius Clarus Vibianust (helyettese P. Julius Scapula Priscus és C. Aemilius Severus Cantabrinus) választják consulnak.
- Az öt császár éve a birodalomban.
- Az előző év utolsó napján császárrá kikiáltott Pertinax igyekszik visszafogni a költekezést és megreformálja a pénzt, jelentősen megnövelve a denarius ezüsttartalmát. Csak vonakodva fizeti ki a praetoriánusok által elvárt jutalmat és szigorítja a fegyelmi szabályaikat. Március elején a praetoriánusok megpróbálják leváltani, de az összeesküvést elárulják. Március 28-án háromszáz praetoriánus ront be a palotába, mert csak a beígért jutalom felét kapták meg. Pertinax igyekszik meggyőzni őket, de az egyik katona megöli.
- A praetoriánus gárda árverésre bocsátja a császári címet. A versenyt Didius Iulianus nyeri, aki fejenként 25 ezer sestertiust ajánl nekik. Didius Iulianus visszavonja Pertinax pénzreformját. Tekintélye nincs, rendszeresek a zavargások, Róma népe kövekkel dobálja ha megjelenik az utcán.
- Didius Iulianus bizonytalan helyzetének hírére három provincia kormányzója is császárrá kiáltja ki magát: Septimius Severus Pannoniában, Clodius Albinus Britanniában és Pescennius Niger Syriában. Albinus szövetkezik Severusszal, aki légióival megindul Itáliába. Jelentős ellenállással nem találkozik és a szenátus hamarosan őt ismeri el császárnak. Didius Iulianust június 2-án egy katona megöli.
- Septimius Severus azonnal megindul keletre, hogy leszámoljon Pescennius Nigerrel. Számbeli fölényben levő légiói Cyzicusnál és Nicaeanál legyőzik Pescennius erőit, majd ostrom alá veszik Byzantiumot.

### Kína
- Kínában szétesik a központi kormány, Hszien gyermekcsászárt hadurak tartják fogva. Cao Caot a helyi hivatalnokok a rablók és lázadók leverése fejében megválasztják Jan tartomány kormányzójának. Cao Cao visszaveri a szomszédos tartományurak csapatait, majd amikor apját meggyilkolják, bosszúhadjáratot indít Hszü tartományba, ártatlan parasztok ezreit gyilkolva le.
- Egy másik hadúr, Jüan Su vereséget szenved riválisaitól, majd a birodalom déli részébe visszavonulva erős államot épít ki.

## Halálozások
- március 28. – Pertinax római császár (* 126)
- június 2. – Didius Iulianus római császár (* 133)
- Tiberius Claudius Pompeianus, római politikus
- Cao Szung, kínai hadvezér és hivatalnok, Cao Cao apja

## Fordítás
- Ez a szócikk részben vagy egészben  a(z)   193 című angol Wikipédia-szócikk fordításán alapul.  Az eredeti cikk szerkesztőit annak laptörténete sorolja fel. Ez a jelzés csupán a megfogalmazás eredetét és a szerzői jogokat jelzi, nem szolgál a cikkben szereplő információk forrásmegjelöléseként.